# Среднеазиатский митрополичий округ
Среднеазиа́тский митрополи́чий о́круг — каноническое подразделение Русской православной церкви в Средней Азии. Объединяет Ташкентскую, Бишкекскую и Душанбинскую епархии, а также патриаршие приходы Русской православной церкви в Туркменистане.

## История
Образован определением Священного синода от 27 июля 2011 года после разделения Ташкентской епархии.
Глава Среднеазиатского митрополичьего округа преосвященный Ташкентский и Узбекистанский имеет титул митрополит Среднеазиатский. С момента создания округа преосвященным Ташкентским и Узбекистанским является митрополит Викентий (Морарь).
5 октября 2011 года Священный синод принял решение о включении в число постоянных членов Священного Синода Русской Православной Церкви митрополита Среднеазиатского — главы Среднеазиатского митрополичьего округа.
29 марта 2012 года состоялось первое заседание Синода Среднеазиатского митрополичьего округа в котором участвовал и управляющий Патриаршим благочинием в Туркменистане епископ Феофилакт (Курьянов). В ходе заседания состоялось обсуждение Устава Среднеазиатского митрополичьего округа и проблем, связанных с его регистрацией, образованы отделы по образованию и катехизации, молодёжному служению и организации паломнической деятельности.
24 августа 2013 года решением Синода Среднеазиатского митрополичьего округа было принято решение об установлении даты 8 сентября в качестве празднования Дня Среднеазиатского митрополичьего округа.

## Синод митрополичьего округа
Председатель:
- Викентий (Морарь), митрополит Среднеазиатский — управляющий Ташкентской и Узбекистанской епархией;

Члены:
- Феофилакт (Курьянов), архиепископ Пятигорский и Черкесский — управляющий Патриаршим благочинием в Туркменистане;
- Савватий (Загребельный), епископ Бишкекский и Кыргызстанский;
- Павел (Григорьев), епископ Душанбинский и Таджикистанский.